# پنجمین مراسم جایزه انجمن بازیگران فیلم
پنجمین مراسم جایزه انجمن بازیگران فیلم (به انگلیسی: 5st Screen Actors Guild Awards) به افتخار بهترین بازیگران فیلم و تلویزیون سال ۱۹۹۸ در ۷ مارس ۱۹۹۹ برگزار شد.

## نامزدی‌ها و جوایز

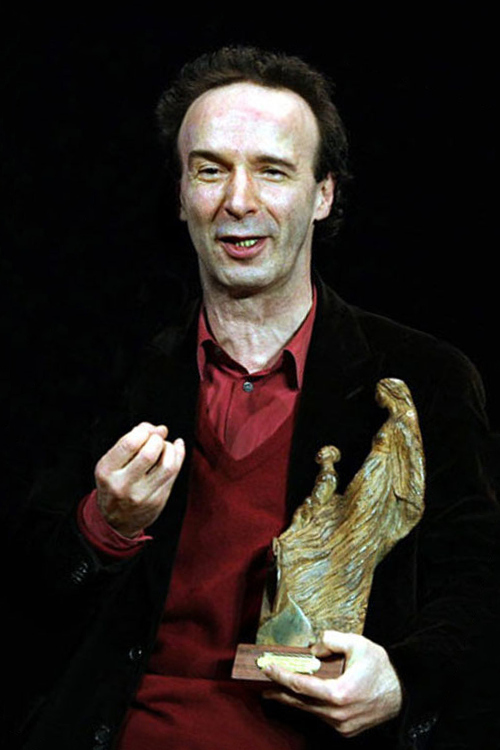
روبرتو بنینی، برنده بهترین بازیگر مرد فیلم درام

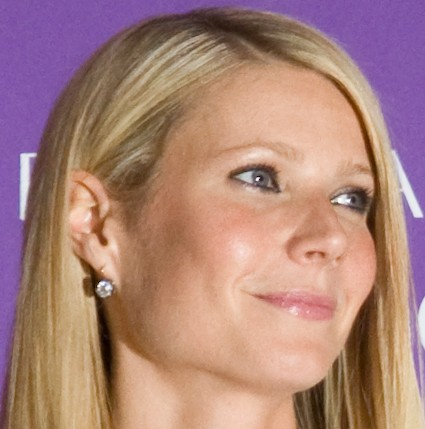
گوئینت پالترو، برنده بهترین بازیگر زن فیلم درام

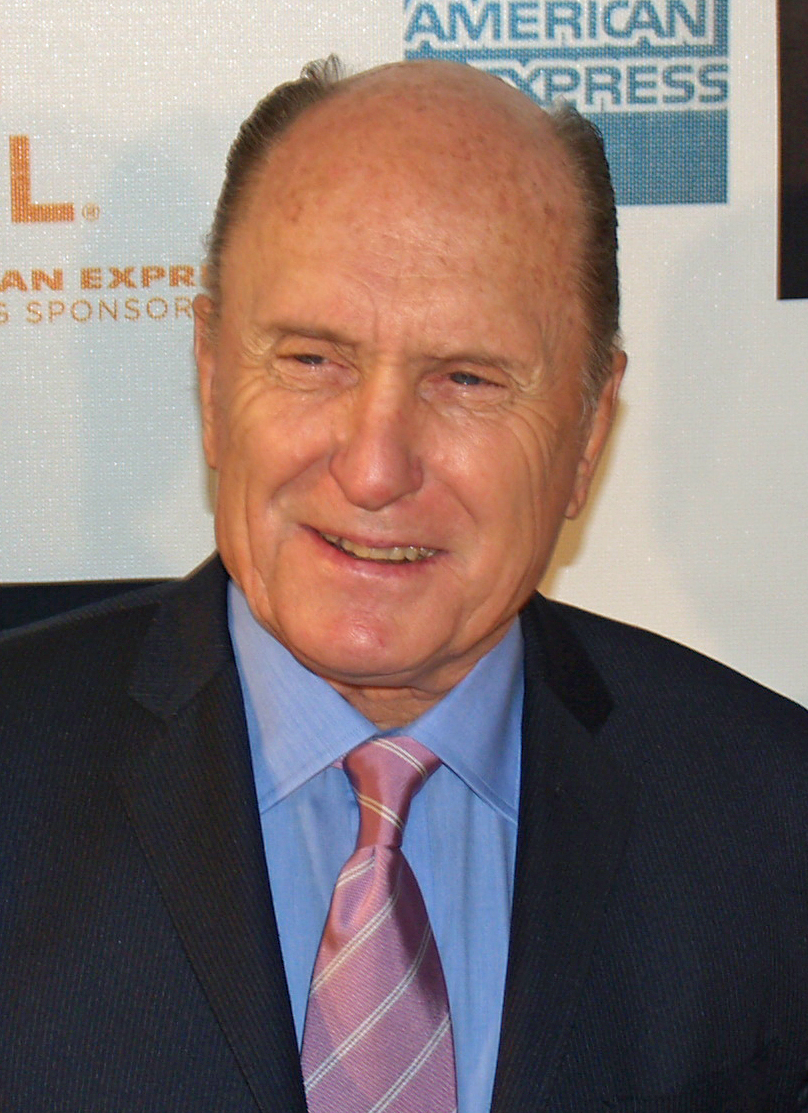
رابرت دووال، برنده بهترین بازیگر مکمل مرد فیلم درام

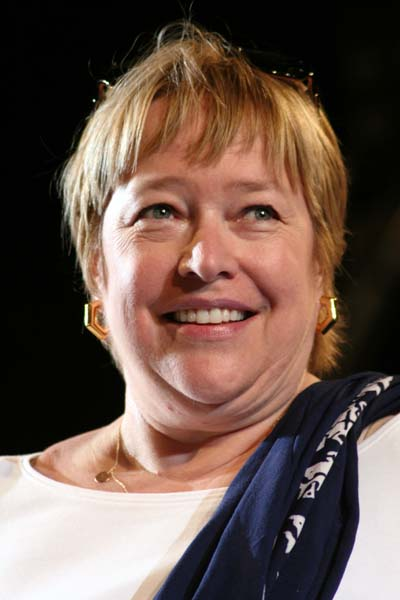
کتی بیتس، برنده بهترین بازیگر مکمل زن فیلم درام

| روبرتو بنینی | برای فیلم زندگی زیباست     |
| جوزف فینز    | برای فیلم شکسپیر عاشق      |
| تام هنکس     | برای فیلم نجات سرباز رایان |
| ایان مک‌کلن   | برای فیلم خدایان و هیولاها |
| نیک نولتی    | برای فیلم رنج              |

| گوئینت پالترو | برای فیلم شکسپیر عاشق  |
| کیت بلانشت    | برای فیلم الیزابت      |
| جین هرکس      | برای فیلم Little Voice |
| مریل استریپ   | برای فیلم یک چیز واقعی |
| امیلی واتسون  | برای فیلم هیلاری و جکی |

| رابرت دووال      | برای فیلم فعالیت مدنی   |
| جیمز کابرن       | برای فیلم رنج           |
| دیوید کلی        | برای فیلم Waking Ned    |
| جفری راش         | برای فیلم شکسپیر عاشق   |
| بیلی باب تورنتون | برای فیلم A Simple Plan |

| کتی بیتس     | برای فیلم Primary Colors   |
| برندا بلتین  | برای فیلم Little Voice     |
| جودی دنچ     | برای فیلم شکسپیر عاشق      |
| ریچل گریفیتس | برای فیلم هیلاری و جکی     |
| لین ردگریو   | برای فیلم خدایان و هیولاها |

## برندگان مرد و زن سریال تلویزیونی

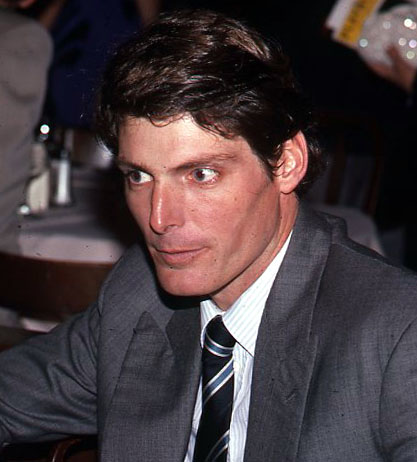
کریستوفر ریو عملکرد فوق العاده توسط یک بازیگر مرد در یک مینی سریال یا فیلم تلویزیونی
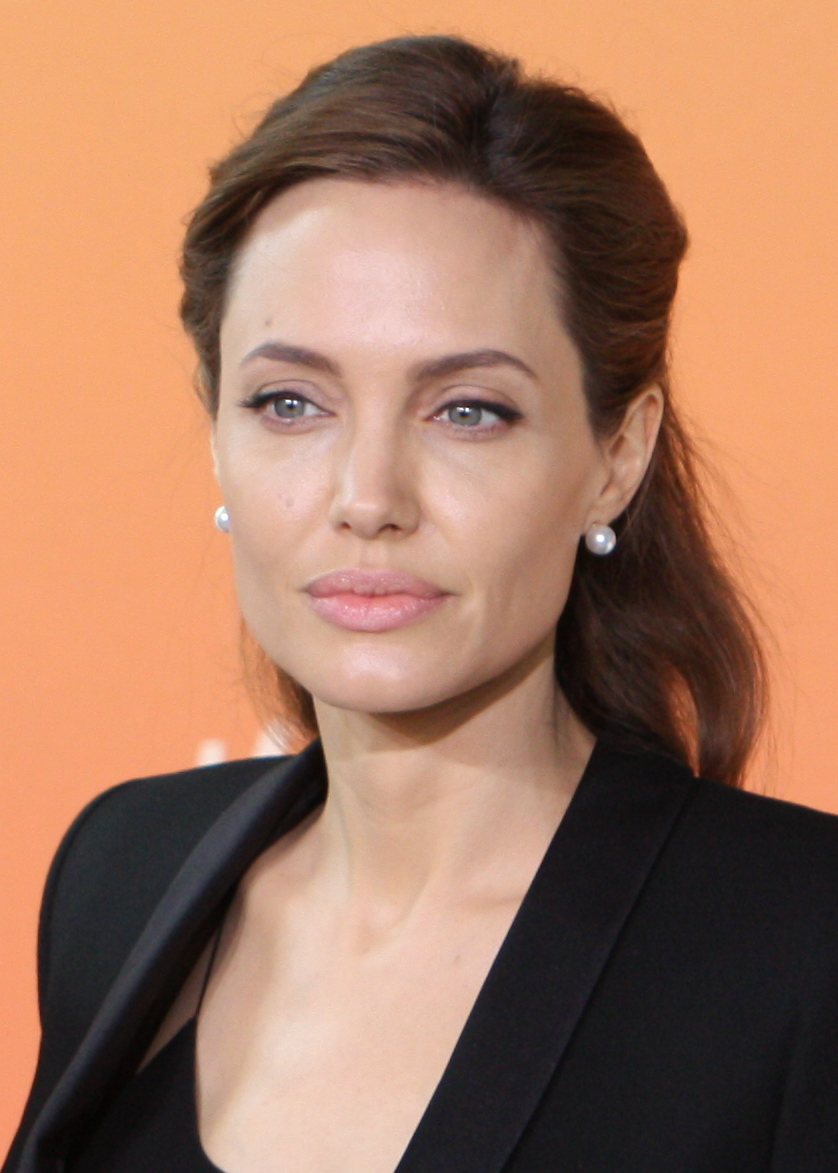
آنجلینا جولی عملکرد فوق العاده توسط یک بازیگر زن در یک مینی سریال یا فیلم تلویزیونی
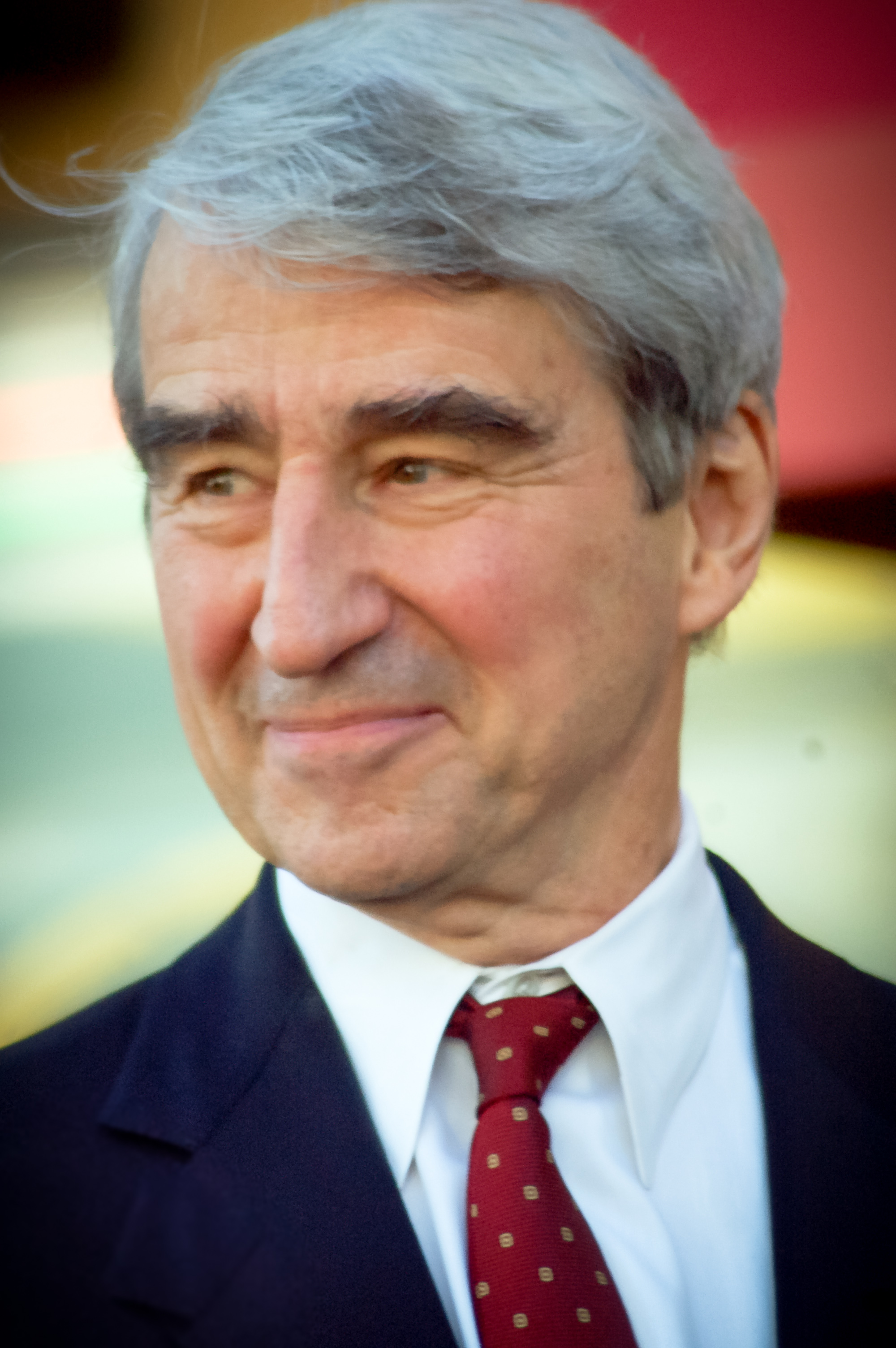
سام واترستون عملکرد فوق العاده توسط یک بازیگر مرد در یک سریال درام

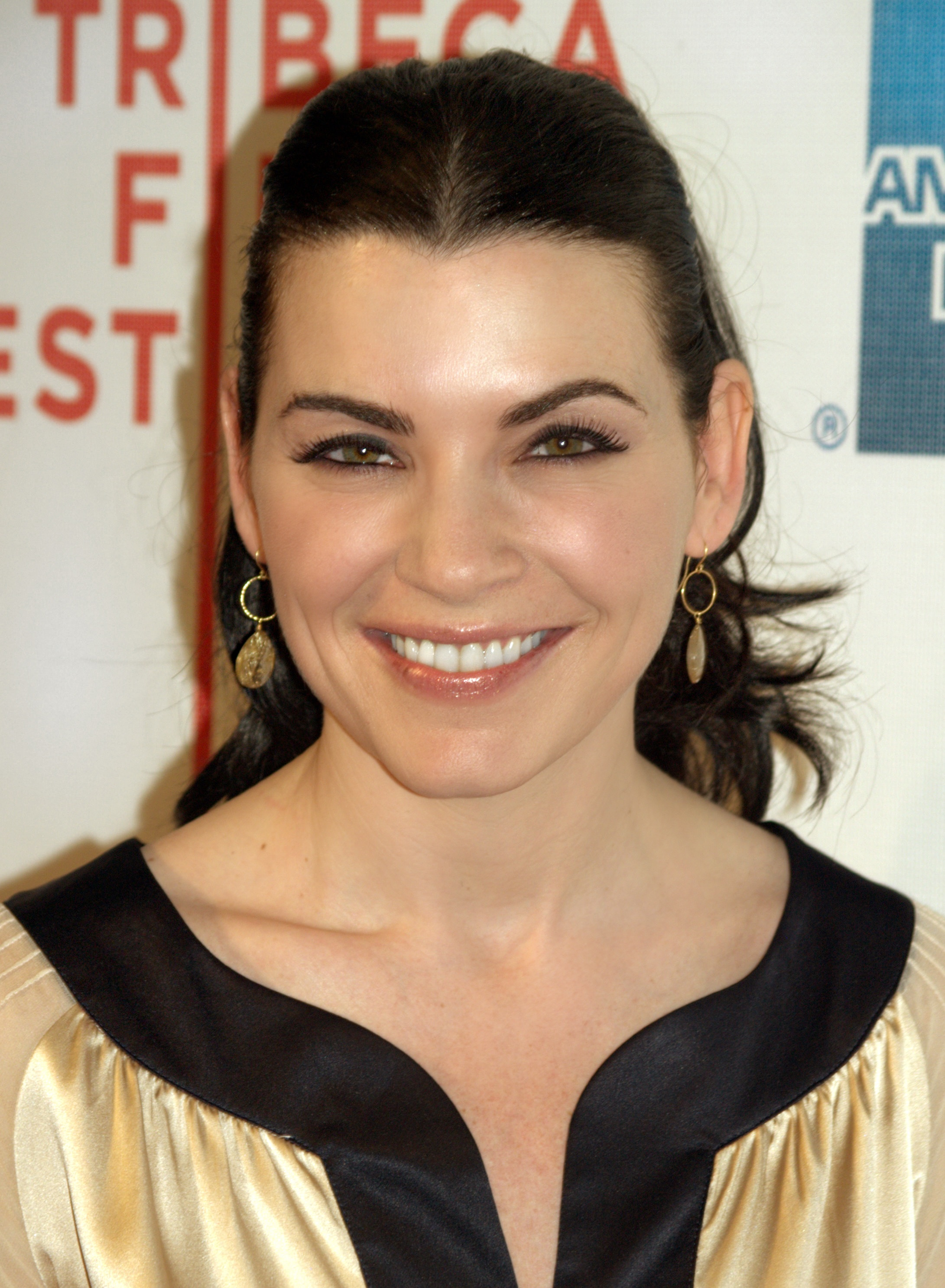
جولیانا مارگولیس عملکرد فوق العاده توسط یک بازیگر زن در یک سریال درام
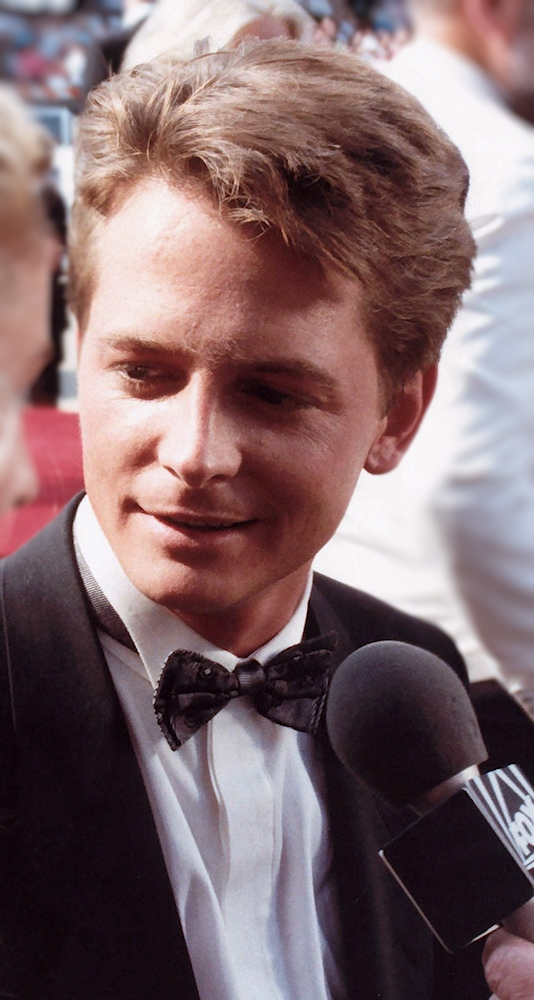
مایکل جی فاکس عملکرد فوق العاده توسط یک بازیگر مرد در یک سریال کمدی
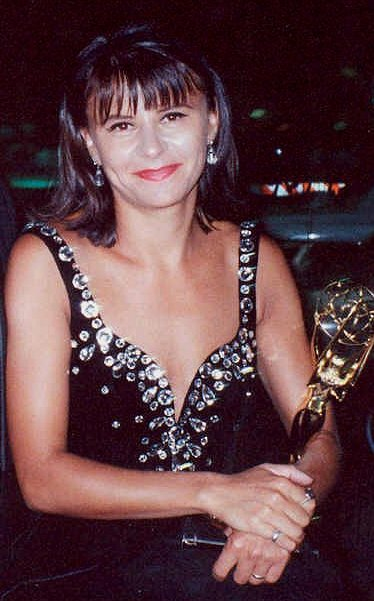
تریسی آلمن عملکرد فوق العاده توسط یک بازیگر زن در یک سریال کمدی